# All That You Fear
All That You Fear – ósmy pełny album studyjny fińskiego zespołu black metalowego Impaled Nazarene. Utwór Suffer in Silence został zadedykowany tragicznie zmarłemu gitarzyście zespołu - Teemu "Somnium" Raimorancie. Do drugiego utworu na płycie Armageddon Death Squad nakręcono teledysk.

## Lista utworów
1. "Kohta Ei Naura Enää Jeesuskaan" - 2:14
2. "Armageddon Death Squad" - 2:56
3. "The Endless War" - 4:13
4. "The Maggot Crusher" - 3:42
5. "Curse of the Dead Medusa" - 3:25
6. "Suffer in Silence" - 4:13
7. "Halo of Flies" - 2:21
8. "Recreate Thru Hate" - 2:15
9. "Goat Seeds of Doom' - 3:36
10. "Even More Pain" - 2:44
11. "Tribulation Hell" - 3:14
12. "Urgent Need to Kill" - 2:53
13. "All That You Fear" - 4:23

## Twórcy
- Mika Luttinen - wokal
- Tuomo "Tuomio" Louhio - gitara prowadząca
- Jarno Anttila - gitara rytmiczna
- Mikael Arnkil - gitara basowa
- Reima Kellokoski - perkusja